# Io sono colui che sono
(Esodo 3,14)

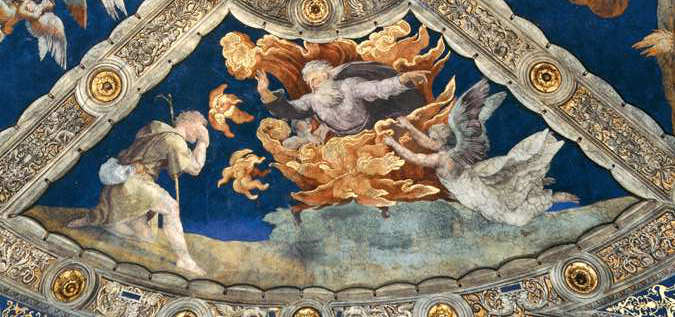
Mosè nel roveto ardente, affresco di Raffaello (1512)

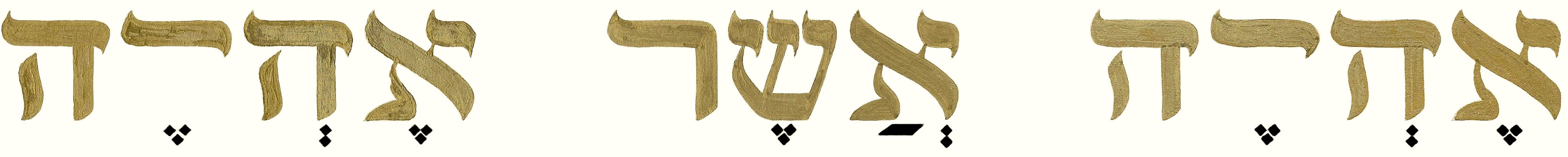
Ehyeh Asher Ehyeh

Io sono colui che sono (in ebraico אֶהְיֶה אֲשֶׁר אֶהְיֶה‎?, ʾehyeh ʾašer ʾehyeh) è la traduzione italiana comune, ma ambigua, della risposta che Dio (in ebraico אֱלֹהִים‎?, Elohim, nel versetto in lingua originale) diede a Mosè riguardo al nome da presentare agli Israeliti (Esodo 3,13-15). 
Questo nome è una perifrasi del famoso Tetragramma biblico, ma anche il nome ufficiale e per eccellenza di Dio, per gli Ebrei e i Cristiani (essendo il “Padre“ della Santissima Trinità).

## Significato della frase
Hayah significa "esistito/esistette" o "era/fu" in ebraico; "ehyeh" è la prima persona singolare dell'imperfetto e viene usualmente tradotta nelle Bibbie italiane con "Io sono" (o "Io sarò" o "Io mostrerò d'essere"). Ehyeh asher ehyeh letteralmente si traduce con "Io sarò ciò che sarò", con le conseguenti implicazioni teologiche e mistiche della tradizione ebraica.
Stando alle regole della grammatica ebraica, la forma verbale utilizzata in ebraico è traducibile col tempo passato, presente e futuro, indicando una verità atemporale, che non nasce, non muta e non muore. Tale è Dio. È quindi stata proposta la traduzione «io sono colui che c’era, che c’è e che ci sarà», cioè «io sono colui che è sempre presente», «io ci sono». Dio si rivela come un Dio personale (Dio di Abramo, Isacco, Giacobbe), continuamente presente nella storia accanto all’uomo. Infatti, poco prima, Es 3,12 afferma : "Io sarò con te". 
Gli Scolastici utilizzavano la locuzione latina nunc stans, per indicare l'Eterno Presente: 
- presente a sé stesso: come immutabile coscienza e amore di un essere immutabile,
- presente all'altro-da-sé: come amore e coscienza immutabile da e verso il prossimo che diviene Suo figlio.

Tuttavia, nella maggior parte delle Bibbie in italiano, questa frase è resa come Io sono colui che sono.
Ehyeh-Asher-Ehyeh (spesso contratto in italiano come "IO SONO") è uno dei Sette Nomi di Dio trattati con cura speciale dalla tradizione ebraica medievale. La frase si trova anche nella letteratura di altre religioni, usata per descrivere l'Essere supremo, generalmente con riferimento al suo uso nel Libro dell'Esodo. Il tetragramma YHWH è considerato da molti studiosi rabbinici quale derivazione della forma verbale ehyeh.

## Ebraismo

### I Sette Nomi di Dio
Nel Medioevo, Dio veniva a volte chiamato I Sette. I sette nomi del Dio di Israele che dovevano essere trattati con attenzione e cura speciali dagli scribi nel trascriverli erano i seguenti:
1. Eloah
2. Elohim (usato sia al singolare che al plurale)
3. Adonai ("Signore"; lett. "Signore mio")
4. Ehyeh Asher Ehyeh
5. YHWH
6. El Shaddai
7. YHWH Tzevaot ("YHWH degli eserciti" — reso Sabaoth nella traslitterazione latina —, ad esempio in 1Sam 4,4)

### Analisi
I nomi nel Tanakh non sono mai privi di senso. Piuttosto, vi è una marcata tendenza nell'ebraico biblico all'eponimia funzionale o oggettiva - cioè i nomi di cose o persone sono assegnati a descrivere qualcosa su di loro. Il nome è un tentativo di definire il carattere della cosa nominata nella sostanza. Questo diventa più prontamente apparente per i luoghi, ma è certamente presente anche nei nomi delle persone.
Per quanto riguarda i nomi divini, il primo nome che Dio comunica a Mosè è Ehyeh asher Ehyeh. Secondo Maimonide, nella sua Guida dei Perplessi (Parte I, Cap. 63): quando Dio apparve a Mosè e gli comandò di parlare al popolo, Mosè rispose che gli avrebbero potuto chiedere di provare l'esistenza di Dio. Allora Dio insegnò a Mosè... dicendo Ehyeh asher Ehyeh - un verbo derivato dal verbo hayah, cioè, il senso dell'esistere. Egli è "l'Essere esistente che è esistente in Essere", in altre parole, l'Essere la cui esistenza è assoluta. Il Rashbam afferma, nei suoi commenti su Esodo 3,14-15, che "Questo è il mio nome per sempre" si riferisce a Ehyeh asher Ehyeh, a che "questo è il titolo con cui sarò ricordato di generazione in generazione" si riferisce a HaShem. Quindi sembra che mentre Ehyeh asher Ehyeh è il nome di Dio di per se stesso [shem olami], HaShem è come Dio è conosciuto dal popolo [zichiri l'dor vador]. Il primo implica un nome che descrive qualcosa di oggettivamente innato nella natura di Dio; il secondo implica un soprannome – qualcosa che tocca le qualità della persona nominata, ma non necessariamente un nome proprio – o un nome che è sommario, forse anche una metonimia, del nome primario. L'implicazione sembra essere che HaShem, nonostante tutti i suoi paradossi inerenti, è in qualche modo più comprensibile di Ehyeh asher Ehyeh. Ciò nonostante, Ehyeh asher Ehyeh è chiaramente il nome prescelto da Dio, il nome che Egli sente meglio esprimere Sé Stesso nei nostri riguardi.
Ma perché questo nome? Cosa significa Ehyeh asher Ehyeh, che debba essere il nome primario col quale Dio si aspetta che il popolo ebraico si relazioni a Lui – non necessariamente in un uso quotidiano, ma nell'identità teologica? Si sa ora che il nome Ehyeh asher Ehyeh è stato spesso mal tradotto con Io sono Colui che sono – frase obliqua che fa capire il perché i cristiani abbiano avuto difficoltà a capire il nome – in realtà la traduzione dovrebbe essere Io sarò ciò che sarò. E Ehyeh non è semplicemente un appellativo, bensì un'espressione della stessa essenza IO SARÒ.
Ehyeh asher Ehyeh non è solo un nome, è un sine qua non di eponimia funzionale. Implicita in Io sarò ciò che sarò è la clausola di predicato “e solo ciò che sarò, e non ciò che chiunque altro voglia che io sia.” Implicita in Ehyeh è l'idea di “qualsiasi cosa”. È quindi la dichiarazione ultima di autodeterminazione trascendente. Ciò che definisce Dio quale Dio, secondo Dio, è che solo Dio, di tutto l'esistente, gode libertà completa e l'esperienza totale di possibilità infinite. Il nome Ehyeh asher Ehyeh ci informa che soltanto Dio di tutte le cose può dirsi che rappresenti la quintessenza dell'autodeterminazione.
Quindi ha perfettamente senso che questo sia IL NOME, il nome chiave, il nome col quale l'ebreo deve – se riesce a comprendere e innalzarsi al disopra della sua rigida intransigenza - relazionarsi a Dio. Questo è il nome che meglio riflette la qualità che è più desiderabile e più complementare per una nazione di schiavi: libertà, autodeterminazione, possibilità senza limiti o restrizioni. Solo il Dio che incorpora l'essenza di tutte queste cose è un Dio adatto agli oppressi, il giusto compagno per coloro senza speranza.
La storia d'amore tra Dio e Israele inizia con il Dio della Libertà che dona la libertà, il Dio dalle Possibilità Infinite che porta il suo popolo - nella realizzazione di cose così improbabili da sembrare impossibili – attraverso il Mar Rosso al Monte Sinai. Ciò che accade là, con la stipulazione dell'Alleanza tra le due parti - una relazione straordinariamente comparabile ad un patto tra pari, quale possibile tra mortali e l'Eterno – è una situazione di gente libera che esercita il proprio libero arbitrio. Due parti indipendenti si accordano ad entrare in un rapporto d'amore, con il fine ultimo del tikkun olam (riparare il mondo); cioè, forse, una definizione ideale di matrimonio – una santa unione. Tra Dio e Israele, ciò è possibile solo grazie alla connessione complementare tra ha-Am ha-Nig'al [il Popolo Redento] e Ehyeh asher Ehyeh.
Ogni essere umano possiede un piccolo eco-frammento di questa Divina qualità di Ehyeh asher Ehyeh (Cfr. Sephirot e Shekhinah). Gli esseri umani sono creati b'tzelem Elohim (a immagine di Dio), e l'indipendenza e l'autodeterminazione del nostro Creatore è il Suo principale dono a noi, tra tutte le altre creature. Il riconoscimento di tale identità; la comprensione della profonda importanza dell'origine divina di tale qualità dentro di noi; la connessione col Creatore come il Provveditore di Libertà; la scelta consapevole di entrare in società con Dio ai fini di effettuare il Tikkun olam - queste cose sono ciò che distingue l'esperienza israelitica/ebraica di Ehyeh asher Ehyeh dalle percezioni della Natura Divina da parte di altri popoli.

### Bibbia ebraica
La parola Ehyeh viene usata per un totale di 43 volte nella Bibbia ebraica (Tanakh), dove viene di solito tradotta con "Io sarò" - come nel caso della sua prima comparsa, in Genesi 26:3 - o "sarò", come nel caso della sua presenza in finale Zaccaria 8:8. L'importanza attribuita alla frase, in quanto viene utilizzata da Dio per identificarsi nel Roveto ardente, deriva dalla concezione ebraica del monoteismo che Dio esiste da sé stesso per sé stesso, ed è Creatore increato che è indipendente da qualsiasi concetto, forza o entità, quindi: "Io sono colui che sono" (sempre e continuativo).
Alcuni studiosi affermano che il Tetragramma stesso derivi dall'identica radice verbale, a seguito di un'interpretazione rabbinica di Esodo 3:14, ma altri ribattono che potrebbe semplicemente sembrare simile come voluto da Dio, per esempio al Salmi 119 e nelle parole ebraiche "shoqed" (guardare) e "shaqed" (ramo di mandorlo) trovato in Geremia 1:11-12. Se il Santo Nome (scritto come YHWH) derivi da Eyheh o se i due siano concetti estranei, è un argomento tuttora dibattuto tra storici e teologi.
In apparenza, è possibile interpretare YHWH (יהוה) come terza persona singolare arcaica dell'imperfetto del verbo hayah (אהיה) "essere", col significato quindi di "Egli è". È notevolmente distinto dalla radice El, che può essere usata come un semplice sostantivo per riferirsi al Dio Creatore in generale, come in Elohim, che significa semplicemente "Dio" (o dèi, nella tradizione eloista). Questa interpretazione concorda con il significato del nome dato in Esodo 3:14, dove Dio è rappresentato come parlante e quindi nella prima persona - ehyeh "Io sono". Altri studiosi considerano la radice triconsonantica hawah (הוה) come l'origine più probabile del nome di Yahweh (יהוה).

### Ebraismo intertestamentario
Nella letteratura in greco ellenistico della Diaspora ebraica la frase "Ehyeh asher ehyeh" venne resa in greco: ἐγώ εἰμι ὁ ὤν "ego eimi ho on", "Io sono l'ESSERE".
- Esodo 3:14 nel Septuaginta: «Dio disse a Mosè: "Io sono colui che è (ho on). Poi disse: "Dirai agli Israeliti: Egli che è (ho on) mi ha mandato a voi".»[20]
- Filone d'Alessandria: «E Dio disse, "Prima di' loro, "Io sono (ego eimi) L'Essere" (ho ón, part. pr. nom. m. del verbo "essere" eimi) che, quando hanno imparato che esiste una differenza tra L'Essere (óntos, genitivo del part. pr. m.ón) e quello-che-non-è (mè óntos), si può loro insegnare anche che non esiste alcun nome in assoluto che possa essere correttamente assegnato a Me (ep' emoû kuriologeîtai), al quale (hôi) solo (mónôi) appartiene (prósesti) l'esistenza (tò eînai). (Filone, Vita di Mosè, Vol.1:75)[21][22]
- ho On, "Egli che è" (Filone, Vita di Mosè I 75)
- to On, "l'Essere che è" (Filone, Vita di Mosè II 67),
- tou Ontos, "di Colui che è" (II 99)
- tou Ontos, "dell'Autoesistente" (II 132)
- to On, "l'Autoesistente" (II 161)[23]

Questo uso si trova anche nel Nuovo Testamento:
- Apocalisse 1:8[24] - Io sono l'Alfa e l'Omega, dice il Signore Dio, Colui che è (ho on), che era (ho en) e che viene (ho erchomenos), l'Onnipotente (ho pantokrator)![25]
- Apocalisse 4:8[26] - Santo, santo, santo il Signore Dio, l'Onnipotente, Colui che era (ho en), che è e che viene (ho erchomenos)!

### Interpretazione cabalistica
I cabalisti sin dagli inizi hanno affermato che la Torah contenesse informazioni esoteriche. La risposta data da Dio è considerata significativa da molti cabalisti, perché è vista come prova della natura divina del Nome di Dio, un'idea centrale nella Cabala (e in misura minore nell'Ebraismo in generale).

## Cristianesimo
Nell'ambito della filosofia cristiana, Agostino d'Ippona e Tommaso d'Aquino identificarono quell'«Io sono», privo di determinazioni particolari, con l'Esse ipsum subsistens , cioè con la pienezza dell'Essere della tradizione filosofica occidentale. In esso costoro rinvenivano tutte le determinazioni di ogni ente nel loro massimo grado di perfezione, concependone l'Essere come atto compiuto, o Atto puro, nel quale essenza ed esistenza si identificano. Quello di "Essere" era ritenuto il nome più appropriato di Dio poiché "il più vasto e il più universale" dei nomi divini.
Così afferma Tommaso:
( ST I, 13, 11)

### Cattolicesimo
L'interpretazione che la Chiesa cattolica ha dato del passo biblico è stata riassunta nel Catechismo della Chiesa Cattolica. L'interpretazione si trova ai paragrafi nn. 203-213.
Alcuni dei punti salienti sono i seguenti:
203Dio si è rivelato a Israele, suo popolo, facendogli conoscere il suo nome. Il nome esprime l'essenza, l'identità della persona e il senso della sua vita. Dio ha un nome. Non è una forza anonima. Svelare il proprio nome è farsi conoscere agli altri; in qualche modo è consegnare se stesso rendendosi accessibile, capace d'essere conosciuto più intimamente e di essere chiamato personalmente.
206Rivelando il suo nome misterioso di YHWH, « Io sono colui che è » oppure « Io sono colui che sono » o anche « Io sono chi Io sono », Dio dice chi egli è e con quale nome lo si deve chiamare. Questo nome divino è misterioso come Dio è mistero. E ad un tempo un nome rivelato e quasi il rifiuto di un nome; proprio per questo esprime, come meglio non si potrebbe, la realtà di Dio, infinitamente al di sopra di tutto ciò che possiamo comprendere o dire: egli è il « Dio nascosto» (Isaia 45,15), il suo nome è ineffabile, ed è il Dio che si fa vicino agli uomini.
207Rivelando il suo nome, Dio rivela al tempo stesso la sua fedeltà che è da sempre e per sempre, valida per il passato («Io sono il Dio dei tuoi padri», Es 3,6), come per l'avvenire («Io sarò con te», Es 3,12). Dio che rivela il suo nome come « Io Sono » si rivela come il Dio che è sempre là, presente accanto al suo popolo per salvarlo.
210Dopo il peccato di Israele, che si è allontanato da Dio per adorare il vitello d'oro, Dio ascolta l'intercessione di Mosè ed acconsente a camminare in mezzo ad un popolo infedele, manifestando in tal modo il suo amore. A Mosè che chiede di vedere la sua gloria, Dio risponde: « Farò passare davanti a te tutto il mio splendore e proclamerò il mio nome: Signore [YHWH], davanti a te » (Es 33,18-19). E il Signore passa davanti a Mosè e proclama: «Il Signore, il Signore [YHWH, YHWH], Dio misericordioso e pietoso, lento all'ira e ricco di grazia e di fedeltà» (Es 34,6). Mosè allora confessa che il Signore è un Dio che perdona.
211Il nome divino «Io Sono» o «Egli È» esprime la fedeltà di Dio il quale, malgrado l'infedeltà degli uomini e il castigo che il loro peccato merita, «conserva il suo favore per mille generazioni» (Es 34,7). Dio rivela di essere «ricco di misericordia» ... Gesù, donando la vita per liberarci dal peccato, rivelerà che anch'egli porta il nome divino: «Quando avrete innalzato il Figlio dell'uomo, allora saprete che "Io Sono"» (Gv 8,28).
212...In Dio «non c'è variazione né ombra di cambiamento» (Gc 1,17). Egli è «colui che è» da sempre e per sempre.
213La rivelazione del nome ineffabile: «Io sono colui che sono» contiene dunque la verità che Dio solo È. In questo senso già la traduzione dei Settanta e, sulla sua scia, la Tradizione della Chiesa hanno inteso il nome divino: Dio è la pienezza dell'Essere e di ogni perfezione, senza origine e senza fine. Mentre tutte le creature hanno ricevuto da lui tutto ciò che sono e che hanno, Egli solo è il suo stesso essere ed è da sé stesso tutto ciò che è.

## Altre interpretazioni

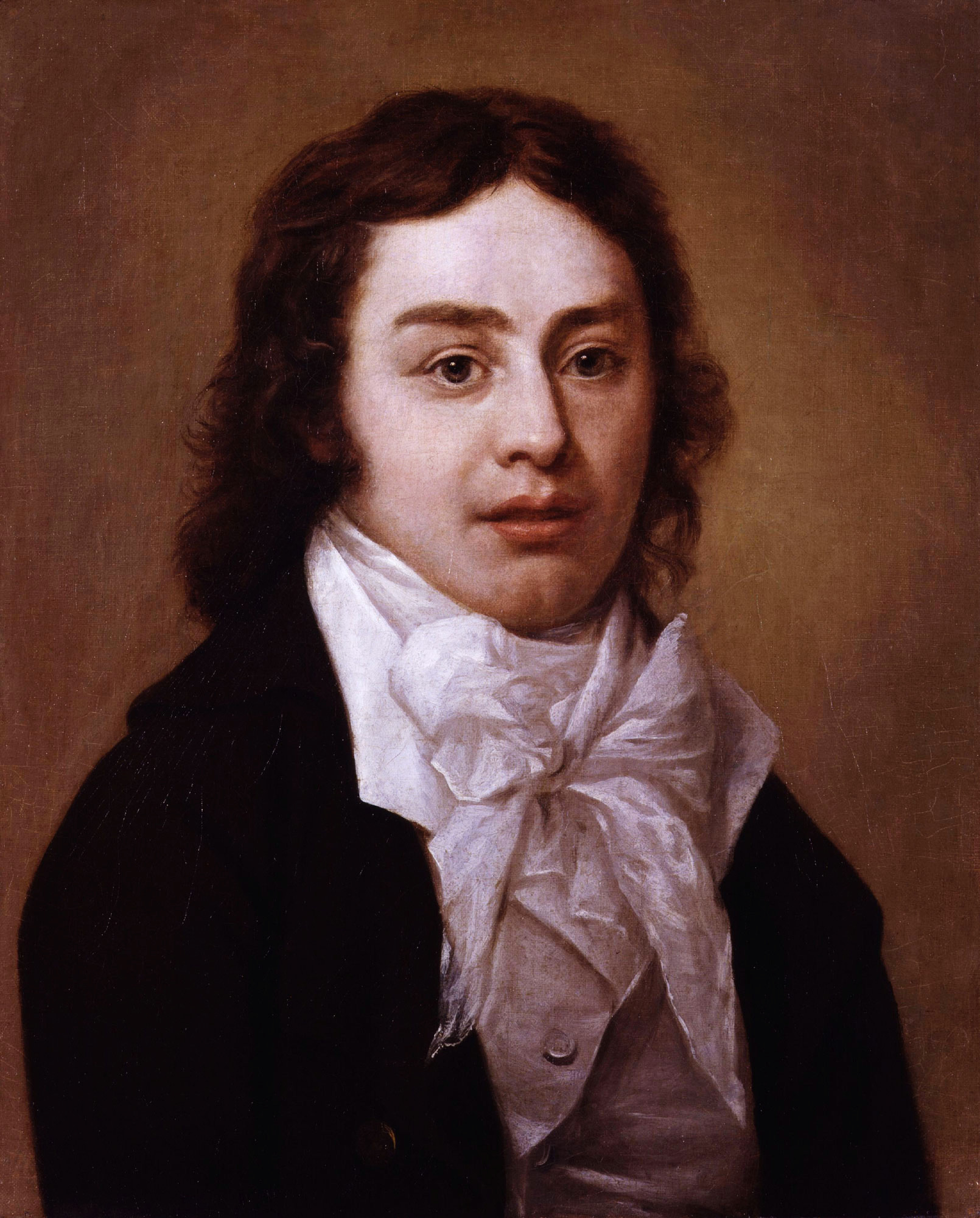
S.T. Coleridge

Alcuni gruppi religiosi e teologi ritengono che questa frase o almeno la parte della frase "Io Sono" sia un vero nome di Dio, o addirittura il solo nome di Dio. Si ritrova in molte liste dove altri nomi comuni di Dio vengono forniti.
Come discusso sopra, a seconda di come viene reso (argomento di molte discussioni tra gli storici), il nome ebraico di Dio YHWH riporta qualche somiglianza con una forma arcaica di «Egli è». Nell'ebraico biblico, ehyeh è la prima persona singolare dell'imperfetto di "essere". In altre religioni del mondo "IO SONO" fa parte del nome di Dio.
Samuel Taylor Coleridge asserisce che gran parte del quadro teorico della sua opera Biographia Literaria si basa su quello che chiama "il grande IO SONO" (cioè Dio Padre) e "la PAROLA filiale che lo riafferma ..." (Cristo, che riafferma la dichiarazione del Padre) "... di eternità in eternità, la cui Eco corale è l'Universo." L'argomentazione di Coleridge è che queste due cose insieme operano per creare le fondamenta di ogni significato, soprattutto del significato poetico e artistico.